# Neozavrelia bicolioculus
Neozavrelia bicolioculus är en tvåvingeart som först beskrevs av Tokunaga 1938.  Neozavrelia bicolioculus ingår i släktet Neozavrelia och familjen fjädermyggor. Inga underarter finns listade i Catalogue of Life.